# Scenes from a Marriage (minissérie)
Scenes from a Marriage é uma minissérie de televisão americana desenvolvida, escrita e dirigida por Hagai Levi produzido para a HBO e estrelada por Oscar Isaac e Jessica Chastain. É um remake em inglês da minissérie sueca de mesmo nome de Ingmar Bergman, de 1973. Foi apresentada no Festival de Cinema de Veneza de 2021 e estreou em 12 de setembro de 2021 na HBO.

## Premissa
Uma adaptação da minissérie sueca dos anos 1970 com foco em casais americanos contemporâneos.

## Elenco

### Principal
- Oscar Isaac como Jonathan
- Jessica Chastain como Mira

### Coadjuvante
- Nicole Beharie como Kate
- Corey Stoll como Peter
- Sunita Mani como Danielle
- Tovah Feldshuh

## Episódios
| N.º | Título original                                                       | Dirigido por | Escrito por               | Exibição original      | Audiência (milhões) |
| --- | --------------------------------------------------------------------- | ------------ | ------------------------- | ---------------------- | ------------------- |
| 1   | "Innocence and Panic"                                                 | Hagai Levi   | Hagai Levi and Amy Herzog | 12 de setembro de 2021 | 0,224               |
| 2   | "Poli"                                                                | Hagai Levi   | Hagai Levi                | 19 de setembro de 2021 | 0,133               |
| 3   | "The Vale of Tears"                                                   | Hagai Levi   | Hagai Levi                | 26 de setembro de 2021 | 0,165               |
| 4   | "The Illiterates"                                                     | Hagai Levi   | Hagai Levi                | 3 de outubro de 2021   | 0,146               |
| 5   | "In the Middle of the Night, in a Dark House, Somewhere in the World" | Hagai Levi   | Hagai Levi and Amy Herzog | 10 de outubro de 2021  | ASD                 |

## Produção

### Desenvolvimento
Foi anunciado em julho de 2020 que a HBO deu luz verde à minissérie, com Hagai Levi escrevendo e dirigindo e Oscar Isaac e Michelle Williams servindo como produtores executivos.

### Seleção de elenco
Após o anúncio do pedido da minissérie, Isaac e Williams também foram escalados para estrelar. Williams seria forçada a deixar seu papel principal em outubro devido a um conflito de agenda, mas permaneceria como produtora executiva.  Ela foi substituída por Jessica Chastain. Em novembro de 2020, Sunita Mani foi escalada para um papel coadjuvante.Nicole Beharie, Corey Stoll e Tovah Feldshuh se juntariam em papéis coadjuvantes em janeiro de 2021.

### Filmagens
As filmagens começaram na cidade de Nova York em outubro de 2020, e foram interrompidas por duas semanas em novembro depois que duas pessoas da produção testaram positivo para COVID-19.

## Lançamento
A série limitada de cinco episódios teve sua estreia mundial no 78º Festival Internacional de Cinema de Veneza fora da categoria de competição. A série limitada estreou em 12 de setembro de 2021 na HBO.

## Recepção
O site agregador de resenhas Rotten Tomatoes relatou uma taxa de aprovação de 85% com uma classificação média de 7.50/10, com base em 34 análises críticas.  O consenso dos críticos do site diz: "Embora a abordagem direta de Scenes from a Marriage às vezes lute para justificar sua existência, a química e as performances impressionantes de Jessica Chastain e Oscar Isaac são um espetáculo para ser visto." O Metacritic deu à série uma pontuação média ponderada  de 70 de 100 com base em 21 análises críticas, indicando "análises geralmente favoráveis".